# Jorge Romero
Pour les articles homonymes, voir Romero.
Jorge Romero est un karatéka espagnol surtout connu pour avoir remporté une médaille de bronze en kata individuel masculin aux championnats du monde de karaté 1980 organisés à Madrid.

## Résultats
| Résultat           | Date | Épreuve         | Catégorie | Compétition                | Ville hôte         |
| ------------------ | ---- | --------------- | --------- | -------------------------- | ------------------ |
| Médaille de bronze | 1980 | Kata individuel | Seniors   | Championnats du monde 1980 | Madrid, en Espagne |